# 梅利尼基 (奇吉林區)
49°8′36″N 32°17′49″E / 49.14333°N 32.29694°E
梅利尼基（烏克蘭語：Мельники）是位於烏克蘭中部的村莊，由切爾卡瑟州切爾卡瑟區的梅德韋迪夫卡市鎮負責管轄。該村處於梅德韋德卡河畔，始建於1629年，面積6.85平方公里，海拔高度124米，人口905。
1. ↑  . medvedivska-gromada.gov.ua.   [2024-11-12] （乌克兰语）.